# Cova de Covalanas
La Cova de Covalanas és una cavitat situada prop de Ramales de la Victoria, Cantàbria, a Espanya. El seu accés es troba a uns 700  m de la carretera N-629, en una paret formada pel riu Calera.
Està inclosa en la llista del Patrimoni de la Humanitat de la UNESCO des de juliol de 2008, dins del lloc «Cova d'Altamira i art rupestre paleolític del Nord d'Espanya» (en anglès, Cave of Altamira and Paleolithic Cave Art of Northern Spain).
La cova és una de les que componen la zona arqueològica de Ramales, que conformen una unitat d'acord amb la seva cronologia, tipologia i situació i defineixen un aspecte destacat de la cultura càntabra.
Va ser descoberta, com tantes altres a la zona, per Hermilio Alcalde del Río i Lorenzo Serra, l'any 1903. El 1906 es fan les primeres publicacions, signades únicament per Alcalde del Río, i 5 anys més tard, el 1911, es fan nous escrits, aquesta vegada signats pels dos descobridors i per Henri Breuil. La cova aviat es va fer famosa, i el 1924 és declarada Monument Nacional. En l'actualitat segueix sent estudiada per la Universitat de Cantàbria.
La cova com a tal té un gran abric per boca, i des d'aquí sorgeixen dues galeries pràcticament paral·leles. La de la dreta-segons es baixa-és la que conté les  manifestacions rupestres que han fet famosa a la cova. Des del punt de vista espeleològic aquesta galeria no té amb prou feines formacions i, per tant, no té interès en línies generals.
La galeria de la dreta conté un gran nombre de figures vermelles, entre les quals predominen les cérvoles, de diverses grandàries i orientades tant cap a dins com cap a fora de la cova. La tècnica per realitzar-les, en general, és el tamponat. A més de les gairebé 20 cérvoles, hi ha un cavall, un ren, algunes parts d'animals sense identificar com un cap o un dors i alguns signes el significat dels quals desconeix.

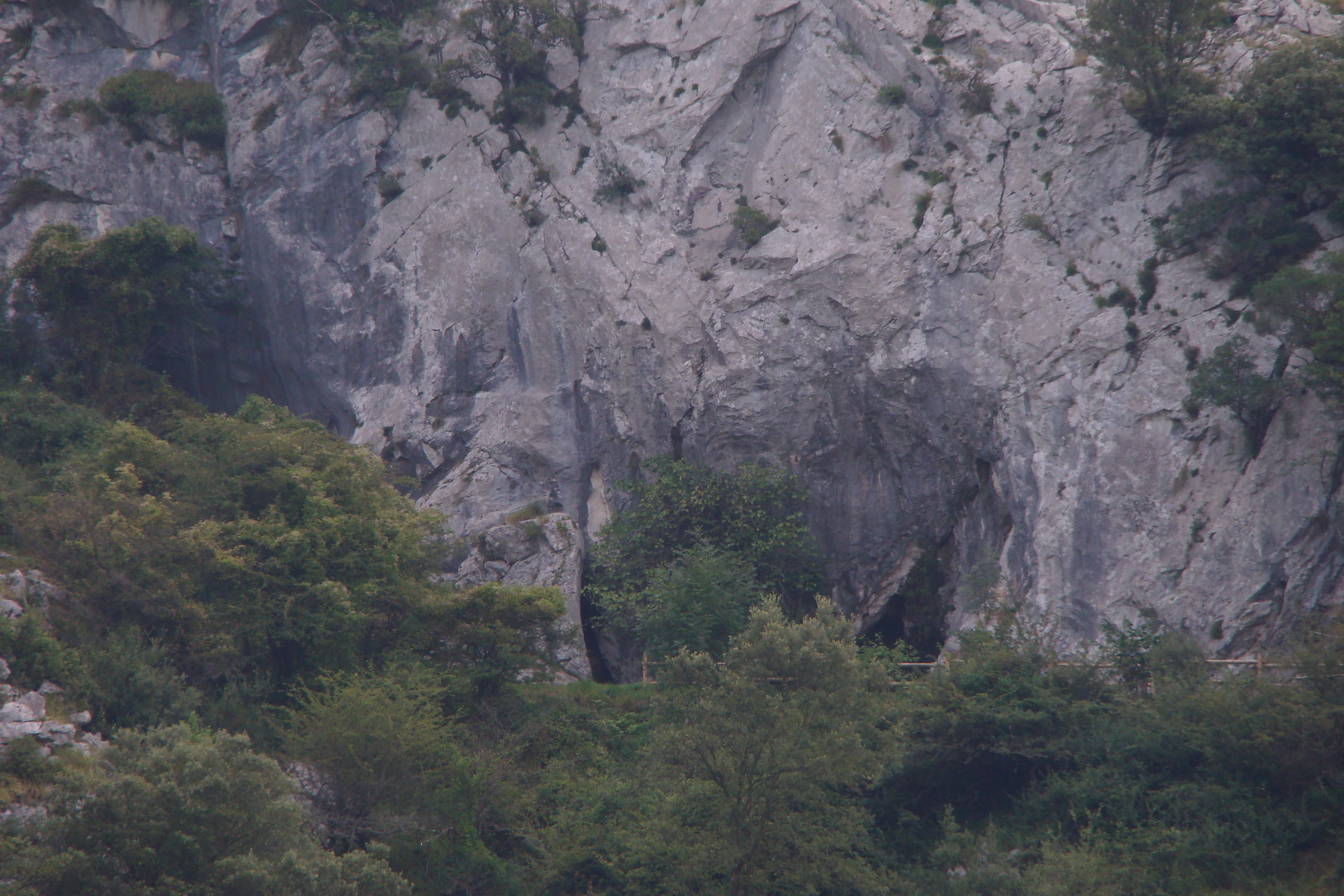
Accés a la Cova en un abric rocós.

La cova està oberta al públic general, en grups molt limitats de 7 persones com a màxim, i compta amb un servei de guia.